# Параскеві Ціаміта
Параскеві Ціаміта (грец. Παρασκευή Τσιαμήτα, англ. Paraskevi Tsiamita; нар. 10 березня 1972) — грецька легкоатлетка, яка спеціалізувалася на потрійному стрибку.

## Спортивні досягнення
Чемпіонка світу з потрійного стрибку (1999).
Фіналістка (5-е місце) чемпіонату світу в приміщенні з потрійного стрибку (1999).
Фіналістка (9-е місце) чемпіонату Європи з потрійного стрибку (1998).
Чемпіонка Греції зі стрибків у довжину (1998) та потрійного стрибку (1999).
Чемпіонка Греції в приміщенні з потрійного стрибку (1999).

## Визнання
- Легкоатлетка року в Греції (1999)